# Komitet Bezpieczeństwa Państwowego Republiki Osetii Południowej
Komitet Bezpieczeństwa Państwowego Republiki Osetii Południowej (ros. Комитет государственной безопасности Республики Южная Осетия, КГБ) – służba specjalna Osetii Południowej, zajmująca się bezpieczeństwem wewnętrznym i osłoną kontrwywiadowczą spornego regionu. Jest w zasadzie komplementarna z rosyjską FSB.
Na czele południowoosetyńskiego KGB stoi Boris Attojew.